# Gueuze Girardin
Geuze Girardin is een Belgisch bier van spontane gisting.
De geuze wordt "gestoken" in Brouwerij Girardin te Sint-Ulriks-Kapelle. Het bier is een mengeling van lambiek van verschillende leeftijden. Er bestaan 2 varianten, “Gueuze gefilterd” (helder bier) en “Gueuze Fond”, een troebel bier door de resterende biergist in de “fond”.